# 文艺报
文艺报，报社社址北京市朝阳区农展馆南里10号6层，是由中国作家协会主管主办的综合性文学艺术类报纸。

## 简介
1949年5月4日，《文艺报》创刊于北平（今北京），是文学周刊；1949年7月28日出到第13期停刊。该报是中华全国文学艺术工作者代表大会会刊，由中华全国文学艺术工作者代表大会筹备委员会文艺报编辑委员会编辑，主编是茅盾，编委有胡风、丁民（严辰）。创刊号的套红报头由丁聪设计。
1949年6月30日至7月28日，第一次中华全国文学艺术工作者代表大会召开。1949年7月19日，中华全国文学艺术界联合会（简称中国文联）正式成立。1949年7月23日，中华全国文学工作者协会（简称全国文协，是中国作家协会的前身）在北平成立。1949年9月25日，《文艺报》复刊，是半月刊，为中华全国文学艺术界联合会的机关刊物。1957年，中国文学艺术界联合会主席团决议将《文艺报》委托中国作家协会主办。1957年4月改成周刊。1958年1月改成半月刊。1961年改成月刊。1966年，因文革爆发，出到第342期停刊。1978年7月复刊，是月刊。1981年1月改成半月刊。1982年恢复成月刊。1985年7月改成周报。到2010年代，《文艺报》已成为对开大报，每周出版三期。
2018年，报纸入选2017年全国百强报纸推荐名单。
中华人民共和国建国初期的文艺风云均和《文艺报》有关系，毛泽东、邓小平等党和国家领导人对《文艺报》的工作有过指示。《文艺报》在中国文艺界具有历史形成的影响力。

## 历任领导
| 主编 - 茅盾（1949年5月—7月） - 丁玲、陈企霞、萧殷（1949年9月—1952年） - 冯雪峰（1952年—1954年） - 张光年（1957年—1966年7月停刊） - 冯牧（1978年6月—1985年） - 孔罗荪（1978年6月—1985年） - 谢永旺（1985年—1990年） - 陈涌（1990年—？） - 郑伯农（1990年—？） | 副主编 - 陈企霞（1954年—1957年） - 侯金镜（1954年—1966年7月停刊） - 萧乾（1957年—1957年） - 陈笑雨（1957年—1960年） - 冯牧（1962年7月—1966年7月停刊） - 唐因（1981年—1985年） - 唐达成（1981年—1985年） - 陈丹晨（1985年—1990年） - 钟艺兵（1985年—？） - 吴泰昌（1984年—？） - 李兴业（李兴叶）（1990年—？） |

| 总编辑 - 郑伯农（？—1998年） - 金坚范（1998年—2004年） - 范咏戈（2004年—2009年） - 阎晶明（2009年—2014年） - 梁鸿鹰（2014年—） 社长 - 郑伯农（？—1998年） | 副总编辑 - 吴泰昌（？—1998年） - 严昭柱（？—？） - 贺绍俊（？—？） - 彭加瑾（？—1999年） - 范咏戈（？—2004年） - 杜家福（？—2010年） - 张陵（？—2012年） - 吕先富（？—？） - 王山（？—2015年） - 徐可（？—） - 胡军（2012年—） - 崔艾真（2012年—） 副社长 - 吕虹（？—？） |